# Apogonia squamelliformis
Apogonia squamelliformis är en skalbaggsart som beskrevs av Kobayashi 2010. Apogonia squamelliformis ingår i släktet Apogonia och familjen Melolonthidae. Inga underarter finns listade i Catalogue of Life.